# Кузьминская (Ленинградская область)
Кузьминская — деревня в Винницком сельском поселении Подпорожского района Ленинградской области.

## История
Деревня Кузьминская упоминается в писцовой книге Обонежской пятины 1582 года в Ильинской Винницкой волости.

КУЗЬМИНСКАЯ (ЛОГИНОВА) — деревня при озере Озерском, число дворов — 8, число жителей: 32 м. п., 28 ж. п.; Все чудь. (1873 год)

Деревня административно относилась к Винницкой волости 2-го стана Лодейнопольского уезда Олонецкой губернии.

КУЗЬМИНСКАЯ (ОЗЕРСКИЙ КОНЕЦ) — деревня Озерского сельского общества при озере Озерском, население крестьянское: домов — 13, семей — 13, мужчин — 34, женщин — 47, всего — 81; лошадей — 15, коров — 27, прочего — 21. (1905 год)

Деревня Кузьминская на карте 1932 года

Согласно карте Ленинградской области Северо-западного аэрогеодезического треста ГГУ издания 1932 года деревня насчитывала 14 крестьянских дворов.
По данным 1933 года деревня Кузьминская входила в состав Озёрского вепсского национального сельсовета Винницкого национального вепсского района.
В 1930-е годы в деревне были организованы колхозы «имени Калинина» и «Догнать и Перегнать». После укрупнения 1950 года остался только колхоз «имени Калинина».

Деревня Кузьминская на карте 1940 года

Согласно топографической карте РККА 1940 года Кузьминская входила в куст деревень Озёра.
В 1971 году деревни Кузьминская, Михеевская и Илларионовская были объединены в один населённый пункт — деревню Кузьминская.
По данным 1966, 1973 и 1990 годов деревня Кузьминская также входила в состав Озёрского сельсовета.
В 1997 году в деревне Кузьминская Озёрской волости проживали 4 человека, в 2002 году постоянного населения не было.
В 2007 году в деревне Кузьминская Винницкого СП вновь проживали 4 человека.

## География
Деревня расположена в южной части района близ автодороги 41К-714 (Лукинская — Пелдуши).
Расстояние до административного центра поселения — 27 км.
Расстояние до ближайшей железнодорожной станции Подпорожье — 108 км.
Деревня находится на северо-западном берегу Озерского озера.

## Демография
| 1873 | 1905 | 1997 | 2007 | 2010 | 2017 |
| ---- | ---- | ---- | ---- | ---- | ---- |
| 60   | ↗81  | ↘4   | →4   | ↘2   | ↗3   |

Согласно данным Всероссийской переписи населения 2021 года в деревне постоянного населения не было.

## Улицы
Сретенская.